# Jean Van Steen
Jean Pieter Van Steen (Willebroek, 2 giugno 1929 – 28 febbraio 2013) è stato un calciatore belga, di ruolo centrocampista.

## Palmarès

### Club

#### Competizioni nazionali
- Campionato belga: 3

Anderlecht: 1950-1951, 1953-1954, 1954-1955